# Avant Display
Avant Display eller AB Avant grundades år 1944 av entreprenören och uppfinnaren Åke Hultberg. Företaget är lokaliserat i egna lokaler i Gamla Läggesta Värdshus i Mariefred. Idag tillverkar de bland annat produkten Jetsnabb och säljer varor för reklam, exempelvis plastlister, sugproppar och krokar. Företaget var ett av de första svenska företagen att förändra säljmetoden för butiker, detta genom att fokusera på att exponera varorna med hjälp av skyltar och reklam istället för att servera kunderna manuellt. Denna metod är troligtvis hämtad från USA och används idag i så gott som alla butiker idag.

## Historia
Företaget bestod ursprungligen av en mekanisk verkstad, en plåtfabrik och en försäljningsavdelning för reklamartiklar. Avant hade upp till 35 personer anställda under dessa år för att mot slutet 50-talet dela upp företag i tre nya företag, Avant Mekaniska Verkstad, I-skylt och AB Avant, där de två första företagen såldes till de anställda. Det företag som behölls var då AB Avant som inriktade sig på reklam och försäljning. Företaget har under årens gång utvecklat ett antal produkter som uppmärksammats över hela världen. Företaget har bland annat uppmärksammats i samband med myntbössan Monnibox som utvecklats tillsammans med en uppfinnare i Dalarna och lanserats 1949 . Denna myntbössa har under årens gång omkonstruerats fem gånger som svar på förändring av mynt för att idag även ha utvecklat en variant för Euro-mynt.
En ytterligare produkt som gjort företaget framgångsrikt är en uppfinning som Åke Hultberg finansierade och marknadsförde, Jetsnabb, en fjäderhängare som fungerar som substitut för nylontrådar som används vid upphängning av reklam och prislappar från taket i affärer. Avant skaffade ett universellt patent för uppfinningen under slutet av 60-talet och idag är denna produkt ett av företagets viktigaste produkter för såväl export som försäljning i Sverige. Att Åke Hultberg var ägare över såväl varumärket Jetsnabb som patentet är säkert, dock finns det de som anser att ballongvispens fader Edvin Westlund är uppfinnare till produkten.